# زمان و اراده آزاد
زمان و اراده آزاد: مقاله‌ای در باب داده‌های فوری آگاهی (به فرانسوی: Essai sur les données immédiates de la conscience) پایان‌نامه دکترای آنری برگسون است که اولین بار در سال ۱۸۸۹ منتشر شد. این مقاله به مسئله اراده آزاد می‌پردازد، که برگسون معتقد است صرفاً یک سردرگمی رایج در میان فیلسوفان است، که ناشی از ترجمه نامشروع امر غیرمستقیم به مبسوط است؛ و به‌عنوان وسیله‌ای برای معرفی نظریه مدت زمان خود، که در میان فیلسوفان قاره‌ای در قرن بعد بسیار تأثیرگذار خواهد بود.

## نسخه‌ها
- آنری برگسون، زمان و اراده آزاد: مقاله‌ای در باب داده‌های فوری آگاهی، انتشارات دوور، ۲۰۰۱،شابک ‎۰-۴۸۶-۴۱۷۶۷-۰.